# Виктор (Садковский)
Архиепископ Виктор (в миру Василий Симеонович Садковский; ок. 1741 — 11 (23) ноября 1803, Чернигов) — епископ Русской православной церкви, архиепископ Малороссийский и Черниговский.

## Биография
Родился предположительно в 1741 году и был наречён в крещении Василием. Его отец и дед — православные священники, принадлежали к старой западнорусской шляхетской фамилии.
Высшее образование получил в Киевской духовной академии, где в то время был учителем, а потом и ректором Георгий (Конисский).
Около 1757 года Василий Садковский начал трудиться в Могилёве при преосвященном Георгии (Конисском) сначала в качестве письмоводителя, а потом, по принятии монашества и рукоположения, настоятелем кафедрального собора.
В 1774 году возведён в сан игумена Тупичевского монастыря близ города Мстиславля Могилёвской епархии.
В 1775 году по рекомендации преосвященного Георгия назначен священнослужителем домовой церкви при русском посольстве в Варшаве.
8 1784 году возведён в сан архимандрита в Слуцке. Слуцкая архимандрия в то время имела особо важное значение, потому что Слуцк оказался центром Православия в оставшихся под Польшей западно-русских областях. Слуцкому архимандриту при богослужении были присвоены некоторые архиерейские отличия: трикирий и дикирий, особенная форма каждения, поминовения и др.
9 июня 1785 года хиротонисан во епископа Переяславского и Бориспольского, викария Киевской епархии, с местопребыванием в Слуцке. Хиротонию совершали: митрополит Киевский Самуил (Миславский) и митрополит Лакедемонский Серафим, архиепископ Реондашский Никодим, епископ Новгород-Северский Иларион (Кондратковский) и епископ Кирилл (Флоринский), бывший Севский.
Польско-латинское духовенство встретило православного епископа Виктора плотной стеной сопротивления. Папский нунций в Варшаве вручил королю протест самого папы. Но, несмотря на все эти препятствия, назначение преосвященного Виктора было утверждено.
Епископу Виктору при его назначении была дана инструкция не задаваться миссионерскими целями против унии и римского католичества. Ему даже было запрещено рукополагать священников в те приходы, на которые претендовали грекокатолики.
Православие стало заметно оживать. Поляки были этим встревожены и, чтобы воспрепятствовать переходу католиков в православие обвинили православных в Польше в намерении «вырезать всех поляков». Была назначена специальная следственная комиссия, которая многих православных подвергла пыткам и даже смерти. Обвинён был и преосвященный Виктор в предполагаемом бунте, и 18 апреля 1789 года он был схвачен и отправлен в Варшаву на сеймовский суд.

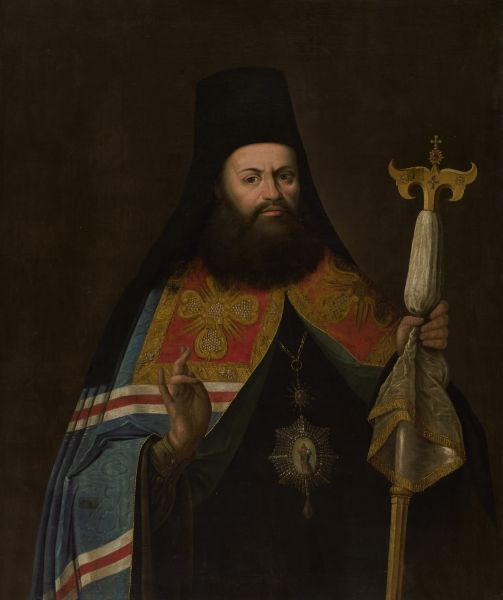
Портрет 1790-х

Три года и три месяца Садковский находился в заключении сначала в Варшаве, а потом в Ченстохове. 21 июля 1792 года он был освобождён русскими войсками.
После второго раздела Польши начался переход в православие населения завоёванных Россией областей. Под руководством Садковского около полутора миллиона человек перешло в православие.
13 апреля 1793 года преосвященный Виктор был назначен епископом Минским. С мая 1794 года по февраль 1795 года при его участии 1800 церквей с 1032 священниками и 101090 прихожан перешло в православие.
12 апреля 1795 года преосвященный Виктор возведён в сан архиепископа. В этом же году им был восстановлен Слуцкий Свято-Троицкий монастырь.
13 мая 1796 года преосвященный Виктор переведён в Чернигов.
С 1799 года стал именоваться «Малороссийским и Черниговским».
Скончался после тяжёлой болезни 11 ноября 1803 года. Погребён в алтаре кафедрального Троицкого собора Троице-Ильинского монастыря в Чернигове.
У историков сложилось два взгляда на преосвященного Виктора. Профессор Санкт-Петербургской духовной академии М. О. Коялович считает его слабым, нерешительным, не понимавшим того великого дела, во главе которого он стоял, и не дорожившим этим делом.
В противоположность этому мнению, другие считали его энергичным борцом, всегда полным новых планов, равным его наставнику и другу архиепископу Георгию (Конисскому).